# Otón IV de Brandeburgo
Otón IV, margrave de Brandeburgo-Stendal, apodado Otón con la flecha (h. 1238-27 de noviembre de 1308 o 1309) fue el margrave de Brandeburgo de la Casa de Ascania desde 1266 hasta su muerte.
Hijo de Juan I y Sofía de Dinamarca, en 1279 se casó con Eduviges, hija de Juan I, conde de Holstein-Kiel. Fue hecho prisionero por los magdeburgueses en la batalla de Frohse (1287) y encerrado en prisión. Su siervo, Juan de Buch, consiguió su liberación mediante el rescate de 4.000 libras de plata. En la batalla de Staßfurt (1280), fue herido en la cabeza por una punta de flecha y quedó desfigurado durante un año. En 1292, conquistó Sajonia-Anhalt y la Marca de Landsberg, y, en 1303, la Marca de Lusacia. También fue un conocido Minnesänger (trovador).

## Matrimonio

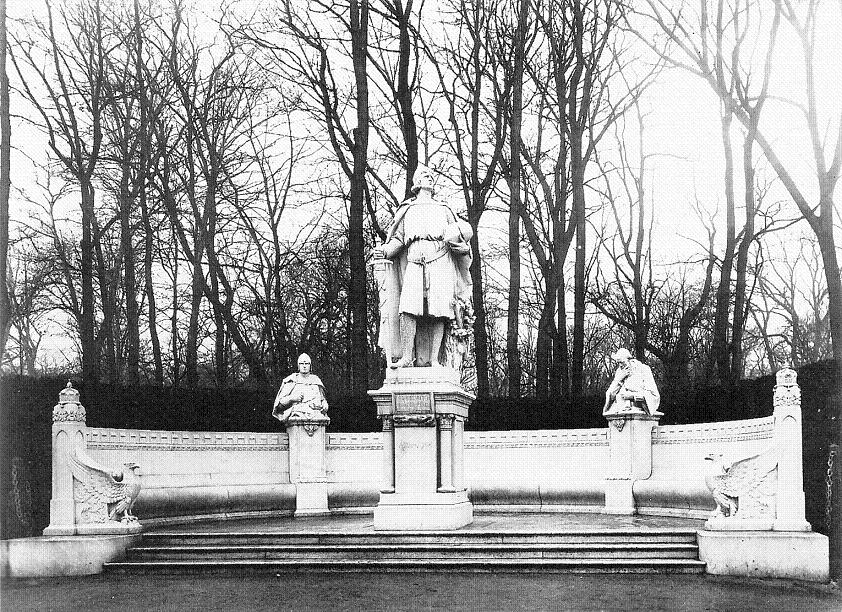
Monumento a Otón IV en la Siegesallee

Otón IV se casó dos veces, pero murió sin hijos. En 1262, se casó con Heilwig, la hija del conde Juan I de Holstein-Kiel e Isabel de Sajonia.  Ella murió en 1305. Se volvió a casar en 1308, con Juta, quien era una hija del conde Bertoldo VIII de Henneberg y la viuda de Teodorico IV de Lusacia. Juta sobrevivió a su segundo esposo y murió en 1315.

## Monumento
Karl Begas diseñó el grupo estatuario 7 de la Siegesallee en Berlín, centrado en una estatua de Otón IV, flanqueado por bustos de Johann von Kröche (apodado Droiseke) y Johann von Buch. Este grupo estatuario fue desvelado el 22 de marzo de 1899.